# Narodnooslobodilački pokret u Hrvatskoj
Narodnooslobodilački pokret u Hrvatskoj (NOP) bio je dio antifašističkog NOP-a na području okupirane Jugoslavije. NOP Hrvatske je bio pod vodstvom Komunističke partije Hrvatske, iako su ga pomagale i druge struje, a značajan doprinos dali su i članovi i strukture HSS-a. U sklopu NOP-a djelovali su partizanski odredi, a postrojbe NOP-a su tijekom rata uspjele privremeno ili trajno osloboditi velike dijelove Hrvatske od stranih okupatorskih i kvislinških snaga. Na temelju NOP-a nastala je Federalna Država Hrvatska, konstitutivna jedinica Demokratske Federativne Jugoslavije.

## Pozadina
U travnju 1941. hrvatski narod i hrvatska politika ponovno su se našli u položaju da u kovitlacu međunarodnoga ratnog sukobljavanja rješavaju pitanje hrvatske opstojnosti. Maček je procijenio da hrvatska država nema realne mogućnosti opstanka kao dio njemačkoga ratnog preustroja Europe pa je odbio proglasiti neovisnu hrvatsku državu unutar osovinskoga sustava. Uvjeren da će osovinske sile izgubiti rat, da njihovi totalitarni sustavi nisu u skladu s haesesovskim zamislima demokracije i mirotvorstva, nositelj hrvatske političke opcije pokušavao je na sve načine, uključujući i ulazak u vladu generala Dušana Simovića, sačuvati postignute promjene unutar Kraljevine Jugoslavije i hrvatski narod zaštititi od ratnih stradanja. Kada je rat ipak zahvatio hrvatske krajeve, onemogućen ustaškim policijskim nadzorom, a odlučivši se za politiku čekanja, Maček je napustio političku scenu i prepustio ju ustašama i komunistima.
Nezavisna Država Hrvatska koju je 10. travnja 1941. u ime ustaškoga poglavnika Ante Pavelića proglasio Slavko Kvaternik pojavila se tako kao diskontinuitet u odnosu na dotadanje osnovne crte hrvatskih političkih opredjeljenja, ali ubrzo i kao iznevjerenje težnji hrvatskoga naroda za samostalnom državom, jer je njezin postanak i opstanak bio vezan uz volju i sudbinu njemačkih i talijanskih saveznika. Granice NDH obuhvatile su Bosnu i Hercegovinu, ali su joj od strane Mađarske jednostrano otkinuti Međimurje i Baranja dok je dio hrvatskih dalmatinskih prostora predan Italiji Rimskim ugovorima. Rimski ugovori od 18. svibnja 1941. sveli su hrvatsku jadransku obalu na podvelebitsko i podbiokovsko primorje te dubrovačko područje, na otoke Pag, Hvar i Brač, te luke Gruž i Metković. Hrvatsko Jadransko more zauzela je talijanska mornarica i zadržala ga do sloma u rujnu 1943.
Prilikom potpisivanja Rimskih ugovora, Nezavisna Država Hrvatska proglašena je kraljevinom, a kruna je ponuđena pripadniku talijanske vladajuće dinastije, vojvodi od Spoleta kao Tomislavu II. Ustroj države bio je zasnovan na totalitarnoj ideologiji pod utjecajem njemačkog nacizma i talijanskog fašizma.
Donesene su rasne odredbe i osnovani sabirni logori. Kratak je bio put od Zakonske odredbe za obranu naroda i države preko Zakonske odredbe o zaštiti arijske krvi i časti hrvatskog naroda, Zakonske odredbe o zabrani ćirilice do Zakonske odredbe o upućivanju nepoćudnih i pogibeljnih osoba na prisilni boravak u sabirne i radne logore: u tim su logorima za NDH stradali desetci tisuća Roma, Židova, Srba i Hrvata. Razočaranje hrvatskoga naroda ustaškom vlašću uslijedilo je gotovo neposredno s počecima progona, proglašavanjem rasnih odredbi i otvaranjem logora za “nepoćudne i pogibeljne osobe”. U tim je progonima samo u logorima život izgubilo, kako današnja istraživanja pokazuju, više od 100 tisuća ljudi, žena i djece.
Također, NDH je bila nezavisna tek na papiru, kako u odnosu na njemačke i talijanske okupacijske vlasti, tako i s obzirom na velik dio teritorija koji nije nadzirala, a koji su nadzirali četnici (dijelovi Dalmatinske zagore, Like, Bosne i dr.), te sve jači partizanski pokret. Značaj režima te utjecaj fašističke Italije i nacističke Njemačke nisu ostavljali mnogo prostora za neovisnu djelatnost u bilo kojem području društvenog života. Neuspjelim pučem Vokić–Lorković u ljeto 1944. visoki ustaški dužnosnici pokušali su sačuvati državu prelaskom na stranu antihitlerovske koalicije.

## Povijest
Komunistička je djelatnost bila usmjerena na očuvanje Jugoslavije. Zato je i osnovno političko stajalište KPJ (u čijem je sastavu, kao posebna organizacija, od 1937. djelovao KPH) bilo okupljanje svih političkih skupina i ljudi spremnih za pružanje otpora okupacijskim silama i svima onima koji s njima surađuju. Na hrvatskim prostorima to je ponajprije značilo pridobiti hrvatsko stanovništvo koje je do tada slijedilo HSS i zaustaviti jačanje četničkoga pokreta među srpskim stanovništvom te ih ujediniti u široki antifašistički pokret.

### Počeci ustanka
Prvi antifašistički partizanski odred na području Hrvatske i uopće Jugoslavije je osnovan u šumi Žabno pokraj Siska 22. lipnja 1941. pod vodstvom Vlade Janića-Cape. Partizani u Hrvatskoj nosili su troroge kape po uzoru na interbrigadiste u španjolskom građanskom ratu. Cilj partizana je bio, prije svega, oslobađanje Hrvatske od njemačke i talijanske okupacije i terora koji je provodio ustaški režim prema Romima, Srbima, Židovima i svim Hrvatima i drugima koji nisu prihvaćali ustaška načela.
Antifašistički pokret u obliku oružane borbe razvio se u Hrvatskoj kao nigdje u Europi, te je od formiranja Sisačkoga partizanskog odreda 22. lipnja 1941., sastavljenog gotovo isključivo od Hrvata, već koncem 1941. brojio oko 7.000 boraca; početkom 1942. Glavni štab Hrvatske podijelio je bojište na 5 zona na kojima je djelovalo 5 korpusa s po 2 do 4 divizije, te je do konca 1944. taj broj rastao tako da se u partizanskim redovima borilo oko 150.000 boraca.
Partizanski način ratovanja bio je učinkovit i u početnome razdoblju rata; izbjegavao se izravan sukob s mnogo jačom vojnom silom, rabeći taktiku gerilskoga ratovanja, sabotaža i promidžbe. Svojim iznenadnim napadima na prometnu infrastrukturu i zasjedama, uspješno su ometali glavne opskrbne pravce njemačke i talijanske vojske, kao i funkcioniranje NDH.

### Prekretnica
Slabljenjem Njemačke i slomom Italije narodnooslobodilački pokret u Hrvatskoj jača i dobiva državotvorne atribute osnivanjem ZAVNOH-a. U općim ratnim naporima antihitlerovske koalicije značajnu ulogu tijekom 1943. igrao je partizanski pokret na području bivše Kraljevine Jugoslavije, u prvom redu Hrvatske te Bosne i Hercegovine, sudionici kojega su nakon kapitulacije Italije razoružali veći broj talijanskih divizija te oslobodili velike dijelove Istre, Hrvatskoga primorja, Dalmacije, Bosne i Hercegovine.
U drugoj polovici 1943. partizanska vojska brojčano jača te stvara mobilnije borbene jedinice – brigade, te stavlja značajna područja pod svoju kontrolu. Padom Italije i povlačenjem ostataka talijanske vojske, partizani dobivaju mnogo vojne opreme i materijala. Osim što je u NOP tada masovnije pristupilo stanovništvo iz bivših okupiranih talijanskih područja, u partizanske redove ulaze i pojedini talijanski dobrovoljci. S većim brojem vojnika i opremom, parizanske brigade postupno jačaju u koordiniranu vojnu silu rabeći sve više izravne načine sukoba, tako da se vlast NDH stvarno svodila samo na veće gradove i komunikacijske linije.
Zahvaljujući vojnim uspjesima, na Drugom zasjedanju AVNOJ-a 29. studenog 1943. u Jajcu je bila uspostavljena nova Jugoslavija »kao državna zajednica ravnopravnih naroda«, koja će osigurati punu ravnopravnost Srba, Hrvata, Slovenaca, Makedonaca i Crnogoraca, odnosno Srbije, Hrvatske, Slovenije, Makedonije, Crne Gore te Bosne i Hercegovine.
Na savezničkoj konferenciji u Teheranu 1943. NOP u Jugoslaviji priznat je kao ratujuća saveznička sila, dok su Saveznici konačno povukli podršku četnicima Draže Mihailovića. Stanje se po partizane dodatno poboljšalo 1944., jer je bilo očigledno da su gubitnici u ratu Sile osovine i njezini saveznici. Vojnici domobranske vojske masovno su počeli prelaziti u partizanske odrede.

## Zločini
Na samim početcima ustanka 1941. su ustanici - koji još nisu bili pod čvrstom kontrolom Komunističke partije - počinili brojne zločine, primjerice u Boričevcu u Lici. U rujnu 1941. sudjeluju partizani iz Hrvatske u iznimno masovnom pokolju u Kulen Vakufu, a 1943. godine izvršavaju pokolj u Zrinu.  Tijekom rata je partizansko vodstvo naređivalo sustavno likvidiranje civila za koje se znalo ili smatralo da "surađuju s okupatorom", te njihovo slanje na prisilni rad. Nakon kapitulacije Italije 1943. godine ponavljaju komunisti likvidacije politički nepoćudnih civila, primjerice kod Kevine jame u središnjoj Dalmaciji, a kako zauzimaju veće gradove u Hrvatskoj čine brojne pokolje, od onoga na otočiću Daksi kod Dubrovnika, do svirepog i vrlo masovnog pokolja u Gračanima kod Zagreba. Pobjedonosni završetak rata 1945. godine obilježavaju njihovi masovni pokolji zarobljenih vojnika i civila na Križnom putu.
Na primjeru generala Đoke Jovanića, vidljivo je kako se unaprjeđenjima nagrađivalo uzastopno sudjelovanje u partizanskim zločinima.

Ustanak u Villefranche-de-Rouergueu, pobuna u francuskom gradu Villefranche-de-Rouergueu, koju su u rujnu 1943. izazvali prisilno mobilizirani hrvatski i bosanski pripadnici u sastavu njemačke divizije 13. oružana gorska divizija SS-a "Handschar" u namjeri da se priključe Francuskom pokretu otpora. Iako su nacisti brutalno ugušili pobunu, Radio London proglasio je Villefranche-de-Rouergue prvim gradom u zapadnoj Europi oslobođenim od nacističkih okupatora. U sjećanje na pobunu u tom se gradu nalazi spomen-park te ulica nazvana Avenijom Hrvata...

## Federalna Država Hrvatska

### Završna faza ratovanja
Polovinom 1944., kada je započela završna etapa ratovanja, u Hrvatskoj je bilo oko 110.000 boraca svrstanih u 5 korpusa NOV-a. Vojne akcije vodio je Glavni štab Hrvatske, odnosno Vrhovni štab NOV-a i POJ-a pod zapovjedništvom Josipa Broza. KPJ/KPH nastojao je nametnuti i očuvati vodeći položaj te određivati političke i vojne ciljeve antifašističke borbe, a istisnuti sve druge političke čimbenike. Osnovno je pritom za KPJ/KPH bilo zadržavanje kontinuiteta međunarodnog postojanja jugoslavenske države, ali uz mijenjanje bitnih sadržajnih elemenata unutarnjeg ustroja.
Prihvaćao se međunarodni kontinuitet jugoslavenske države, a istodobno se afirmirao unutarnji diskontinuitet, poglavito s obzirom na socijalna i klasna određenja i njihovo oblikovanje sukladno komunističkim koncepcijama. Zbog toga je i sam rat bio višeslojan: oslobodilački, građanski i revolucionarni.
U operacijama na hrvatskom i slovenskom teritoriju u ožujku 1945. Jugoslavenska je armija probila njemačku frontu u Lici, a usporedno na Dunavu Srijemsku bojišnicu; do početka svibnja završila je uspješno Riječku bitku, oslobodila Istru i Slovensko primorje do Soče, gdje se sastala sa savezničkim snagama, koje su nakon proboja fronte kraj Bologne (19. travnja) prodrle kroz sjevernu Italiju do Austrije i rijeke Soče. Do 15. svibnja 1945. postrojbe Jugoslavenske armije oslobodile su cijelo slovensko područje te prodrle na talijanski i austrijski teritorij, gdje im se kraj Bleiburga 15. svibnja 1945. predao veći dio oružanih snaga NDH (domobranske i ustaške postrojbe) zajedno s dijelom ustaškoga političkog vodstva.

### Narodnooslobodilački odbori
Narodnooslobodilački odbori, najprije kao privremeni, a zatim i stalni organi vlasti na prostorima koje su nadzirali partizani, bili su izraz novih okolnosti. Politička tijela i organi vlasti ubrzo su stvarani i na višim razinama. AVNOJ je bio ustrojen već u studenome 1942. Od tada je djelovao i Inicijativni odbor za stvaranje ZAVNOH-a, koji je u ljeto 1943. bio konstituiran kao političko predstavničko tijelo narodnooslobodilačkog pokreta i borbe naroda Hrvatske pod predsjedništvom Vladimira Nazora.
Na svoja tri zasjedanja ZAVNOH je donio temeljne odluke o federalnom uređenju buduće države, kao i ključnu odluku o sjedinjenju svih okupiranih područja Hrvatske s maticom zemljom, čime je u krilu antifašističkoga pokreta utrt put hrvatskoj državnosti i njezinoj teritorijalnoj cjelovitosti, sve do suvremenoga međunarodnog priznanja njezinih granica.
Ustroj Federalne Države Hrvatske razvijao se u Narodnooslobodilačkom pokretu, po modelu od dna do vrha, što znači da su se prvo razvijali niži oblici organiziranja, koji su svoj vrhunac dosegli stvaranjem Zavnoha. Tako je potkraj 1941. bilo 677 različitih narodnooslobodilačkih odbora, 1942. ima već 1609 NOO-a, a krajem 1943. 4596 NOO-a.
Od navedenih 4596 NOO-a, na širem zagrebačkomu području djelovalo ih je 1147, 699 u Slavoniji, 703 u Dalmaciji, 491 u Istri, 178 u Pokuplju, 247 na Banovini, 278 u Lici, 318 na Kordunu, 183 u Gorskomu kotaru, 266 u Hrvatskom primorju i 86 u karlovačkomu okružju.
Od tog broja opstojalo je: oblasnih – 3, okružna – 23, gradskih NOO u stupnju okružnih – 1, kotarskih – 106, općinskih – 566 (gradskih u stupnju općinskih – 21, općinskih – 545), mjestnih – 3696 i 201 ostalih vrsta NOO-a (rajonskih – 18, uličnih –  71, NO odbora u poduzećima i ustanovama – 65, zavičajnih – 11, te akcijskih i drugih – 36).

### Završna zasjedanja ZAVNOH-a
Odluke Drugoga zasjedanja AVNOJ-a iz 1943. uvele su federalistički oblik državnog ustroja koji je u teritorijalnome, a napose u sadržajnome smislu, bio u diskontinuitetu s promjenama započetima u Kraljevini Jugoslaviji stvaranjem Banovine Hrvatske.
Ivan Šubašić, kao čelnik kraljevske vlade u inozemstvu, sklopio je u lipnju 1944. sporazum s Josipom Brozom, čelnikom NKOJ-a, kojim je priznao započeti avnojski preustroj jugoslavenske države. Hrvatsku partizansku državu, koja je u svibnju na Trećem zasjedanju ZAVNOH-a dobivala završne oblike, Andrija Hebrang, sekretar CK KPH, 1944. nazvao je »slobodna Federalna Država Hrvatska« (FDH).
Tijekom lipnja 1944. otok Vis postaje vojni, politički i diplomatski centar Narodnooslobodilačkog pokreta. Potpunim oslobođenjem Dalmacije tijekom siječnja 1945. ZAVNOH se seli u grad Šibenik pripremajući se za preuzimanje vlasti na prostoru čitave Hrvatske. Šibenik je bio sjedište ZAVNOH-a od 31. prosinca 1944. do 13. svibnja 1945. S tim u skladu ZAVNOH donosi odluku o formiranju prve Narodne vlade Hrvatske. Na izvanrednoj sjednici Predsjedništva ZAVNOH-a 14. travnja u Splitu izabrana je Narodna vlada Federalne Hrvatske. Vladu su činili predsjednik Vladimir Bakarić, dva potpredsjednika i ministri.
Četvrto zasjedanje ZAVNOH-a je održano 24. i 25. srpnja 1945. u sabornici na Markovom trgu i tog dana promijenjen je naziv u Narodni sabor Hrvatske. Predsjednik Predsjedništva Narodnoga sabora Hrvatske Vladimir Nazor povjerio je mandat za sastav vlade Vladimiru Bakariću, a on je predložio višestranačku vladu, koja se sastojala od četiri predstavnika KPH, petorice HSS-ovaca, četvorice predstavnika Srba iz Hrvatske i jednoga izvanstranačkog ministra.
Predsjedništvo Narodnog sabora Hrvatske donosi »Zakon o imenu Narodne Republike Hrvatske«, 26. veljače 1946. i od tada djeluje kao Prezidij Sabora Narodne Republike Hrvatske. Narodna vlada mijenja naziv u Vlada Sabora Narodne Republike Hrvatske. Udio komunista u Prezidiju raste na 70%, a u Vladi na 87%. Od 26. do 30. kolovoza 1946. održano je peto zasjedanje Sabora, prvo pod novim nazivom Sabor Narodne Republike Hrvatske, koje je kasnije (18. siječnja 1947.) kao Ustavotvorni Sabor NRH promulgiralo prvi Ustav Narodne Republike Hrvatske.

## Doprinos
Iako su 1941. i 1942. većina hrvatskih partizana bili Srbi, do listopada 1943. većina su postali Hrvati. To je bio djelomično rezultat i prelaska partizanima dijela vodstva HSS-a u lipnju 1943., posebno Božidara Magovca, kao i zamaha nakon pada Italije. 
Kako je postupno narodnooslobodilački pokret postajao sve prisutniji i popularniji, do kraja 1943. sve više Hrvata se pridruživalo partizanima. Krajem 1944., statistike pokazuju da su Hrvati činili 61% partizanskih snaga u Hrvatskoj, te iako je srpski doprinos od 28% značio njihovu veću zastupljenost od udjela u stanovništvu, Hrvati su postajali sve veća većina. Ovaj proces samo je ubrzan ponudom opće amnestije domobranima koji prijeđu partizanima iz snaga NDH do 15. rujna 1944. U razdoblju od 1. do 15. rujna 1944. prebjeglo je samo jedinicama Istočne grupe partizanskih odreda u okolici Bjelovara 245 domobrana s kompletnim naoružanjem. U Dalmaciji je situacija bila različita s obzirom na druge krajeve Hrvatske, i tu su Hrvati od samog početka činili većinu u partizanima. Najveći broj partizana Hrvata došao je upravo iz Dalmacije.

Antifašistički pokret u obliku oružane borbe razvio se u Hrvatskoj kao nigdje u Europi, te je od formiranja Sisačkoga partizanskog odreda 22. VI. 1941, sastavljenog gotovo isključivo od Hrvata, već koncem 1941. brojio oko 7000 boraca; početkom 1942. Glavni štab Hrvatske podijelio je bojište na 5 zona na kojima je djelovalo 5 korpusa s po 2 do 4 divizije, te je do konca 1944. taj broj rastao tako da se u partizanskim redovima borilo oko 150 000 boraca.

Hrvatski partizani bili su ključni za NOVJ; do kraja 1943. Hrvatska, s 24% jugoslavenskog stanovništva, davala je više partizana nego Srbija, Crna Gora, Slovenija i Makedonija zajedno. Hrvatski partizani bili su jedinstveni pokret otpora u Europi po broju Židova u svojim redovima, a početkom 1943. uspostavili su ZAVNOH (Zemaljsko antifašističko vijeće narodnog oslobođenja Hrvatske) kao parlamentarnu, zastupničku skupštinu cijele Hrvatske, jedinstenu u tadašnjoj Europi. ZAVNOH je održao tri zasjedanja tijekom rata na privremeno oslobođenim područjima, okruženim njemačkim snagama i snagama NDH. Na četvrtom zasjedanju 24. i 25. srpnja 1945. u Zagrebu ZAVNOH se proglasio hrvatskim Saborom.
Prema Goldsteinu, među hrvatskim partizanima krajem 1941. bilo je otprilike 77% Srba i 21,5% Hrvata uz zanemariv broj drugih. Do kolovoza 1942. udio Hrvata je porastao na 32%, a do rujna 1943. i na 34%. Nakon kapitulacije Italije udjel Hrvata je nastavio rapidno rasti te je do početka 1944. među hrvatskim partizanima bilo 60,4% Hrvata, 28,6% Srba, 2,8% Muslimana i 8,2% drugih i boraca nepoznate narodnosti. Sveukupno tijekom rata hrvatski partizani bili su 61% Hrvati, 28% Srbi, a ostalo su bili Slovenci, Muslimani, Židovi, Crnogorci, Talijani, Česi i Folksdojčeri.

Pol. 1944., kada je započela završna etapa ratovanja, u Hrvatskoj je bilo oko 110 000 boraca svrstanih u 5 korpusa NOV-a. Voj. akcije vodio je Glavni štab Hrvatske, odn. Vrhovni štab NOV i POJ pod zapovjedništvom J. Broza. KPJ/KPH nastojao je nametnuti i očuvati vodeći položaj te određivati polit. i voj. ciljeve antifašističke borbe, a istisnuti sve druge polit. čimbenike.

Prema Josipu Brozu jedna četvrtina stanovništva grada Zagreba sudjelovala je u antifašističkoj borbi u kojoj je poginulo više o 20 tisuća ljudi. Kao partizanski borci poginulo je njih 4,709 dok je njih 15,129 ubijeno od Ustaša i Nijemaca u raznim zatvorima i logorima a još 6,500 u operacijama protiv neprijatelja u okolici grada.
U odnosu na broj stanovnika, Hrvatska je imala najmasovniji pokret otpora i podnijela relativno najveće žrtve. Čak 70 % boraca bilo je mlađe od 25 godina, Hrvatska je imala 251 partizanski odred, 78 brigada i 17 divizija. Od sedam korpusa, pet je bilo hrvatskih s ukupno 200.000 hrvatskih boraca, koji su se u posljednjih pet mjeseci rata borili protiv oko pola milijuna njemačkih, ustaških i četničkih snaga. Od 206.000 mrtvih boraca u Jugoslaviji, 64.000 bilo je hrvatskih. Iako je doprinos hrvatskih prvoboraca-heroja NOR-a u cjelokupnom svjetskom antifašizmu nemjerljiv, bleiburška tragedija, tragedija hrvatskog Križnog puta i ostali zločini u poraću bacili su sjenu i mrlju na čistoću vrijednosti hrvatskog antifašizma.

## Ostavština
Odluke ZAVNOH-a imale su presudno i dalekosežno značenje u obrani hrvatske državnosti te su bile ustavno-pravni temelj suvremene Republike Hrvatske. Republika Hrvatska je u izvorišnim osnovama svog prvog Ustava jasno naznačila da svoju državnost u vremenu Drugog svjetskog rata temelji na narodnooslobodilačkoj borbi i odlukama Zemaljskoga antifašističkog vijeća narodnog oslobođenja Hrvatske o stvaranju Federalne Države Hrvatske, a nasuprot proglašenju Nezavisne Države Hrvatske.
Danas je u Hrvatskoj, prema podatcima za 2011., 43.557 partizana primatelja povlaštene mirovine (prosječna mirovina 2.683 kn).

## Poznati Hrvatski predstavnici
- Josip Broz Tito (1892. – 1980.), zapovjednik Vrhovnog vojnog štaba, predsjednik SFRJ
- Franjo Tuđman (1922. – 1999.), načelnik Personalnog odsjeka Štaba X. korpusa i prvi demokratsko odabrani Predsjednik Republike Hrvatske
- Andrija Hebrang (1899. – 1945.), četvrti Sekretar Saveza komunista Hrvatske
- Sveto Letica (1926. – 2001.), jedan od osnivača Jugoslavenske ratne mornarice i prvi zapovjednik Hrvatske ratne mornarice
- Janko Bobetko (1919. – 2003.), član Prvog sisačkog partizanskog odreda i načelnik Glavnoga stožera Oružanih snaga Republike Hrvatske
- Anton Tus (1931.-), zapovjednik Hrvatskog ratnog zrakoplovstva i protuzračne obrane, prvi načelnik Glavnoga stožera Oružanih snaga Republike Hrvatske i savjetnik za vojna pitanja predsjednika Republike Hrvatske
- Stjepan Filipović (1916. – 1942.), autor partizanskog slogana "Smrt fašizmu, sloboda narodu"
- Većeslav Holjevac (1917. – 1970.), politički komesar IV. korpusa, hrvatski političar, pisac i zagrebački gradonačelnik
- Franjo Kluz (1913. – 1944.), osnivač Partizanskog ratnog zrakoplovstva
- Rade Končar (1911. – 1942.), narodni heroj Jugoslavije; KONČAR je imenovan po njemu
- Ivan Goran Kovačić (1913. – 1943.), pjesnik, esejist, i novinar,
- Josip Kraš (1900. – 1941.), hrvatski komunist, sindikalni aktivist, narodni heroj Jugoslavije i član Centralnog komiteta KPJ; Kraš je imenovan po njemu
- Vladimir Nadzor (1868. – 1947.), predsjednik ZAVNOH-a i prvi predsjednik hrvatskoga Sabora
- Ivan Ribar (1881. – 1968.), predsjednik AVNOJ-a i Predsjednik Predsjedništva Narodne skupštine Jugoslavije
- Ivo Lola Ribar (1916. – 1943.), političar, narodni heroj Jugoslavije
- Velimir Škorpik (1919. – 1943.), prvi zapovjednik Mornarice NOVJ-a i narodni heroj Jugoslavije
- Vladimir Bakarić (1912. – 1983.), hrvatski komunist i političar u SFRJ, borac za Samoupravni socijalizam

## Unutarnje poveznice
- Drugi svjetski rat u Jugoslaviji
- Jugoslavenski partizani
- Prvi sisački partizanski odred
- Narodnooslobodilački pokret u Istri

## Vanjske poveznice
- Izvori vezani uz NDH
- Odluke drugog zasjedanja AVNOJ-a
- Izvori vezani za zasjedanja ZAVNOH-a
- Izvori vezani za kapitulaciju fašističke Italije u Hrvatskoj
- HercegBosna.org: Drugi svjetski rat Dušan Bilandžić: Hrvatska moderna povijest, Golden Marketing, Zagreb, 1999

1. Slom Jugoslavije - stvaranje Nezavisne Države Hrvatske (NDH)
2. Ustanak u Srbiji i Crnoj Gori - izbijanje rata između partizana i četnika - slom ustanka - prijenos težišta u zapadnu Bosnu i Hrvatsku
3. Prekretnica u BiH - odlučujuća bitka partizanske i jugoslavenske vojske (četnika) - neuspjeli pokušaj prodora u Srbiju 1943.
4. Odlučujuća 1943- - slamanje snaga obnove Kraljevine Jugoslavije - neuspjeh HSS-a - početak agonije NDH - plima partizanskog pokreta - konstitucija jugoslavenske federacije
5. Završetak oslobodilačkoga i građanskog rata 1945. - vojni i politički slom velikosrpskih snaga - slom NDH
6. Razmišljanja o ratu u bivšoj Jugoslaviji 1941-1945.